# Duccio Malagamba
Duccio Malagamba (La Spezia, Italia, 1960) es un fotógrafo de arquitectura italiano.
A lo largo de más de 25 años de experiencia profesional ha participado a varias exposiciones, conferencias y jurados, recibiendo cuatro “Lux” –Premios Nacionales de Fotografía– otorgados por la Asociación de Fotógrafos Profesionales de España. Colabora habitualmente con prestigiosos arquitectos como Álvaro Siza, Herzog & de Meuron, Rafael Moneo, EMBT, y Coop Himmelb(l)au entre otros y sus fotografías son regularmente publicadas en revistas y editoriales especializadas de todo el mundo.

Después de licenciarse en arquitectura cum laude en la Universidad de Génova, se mudó a Barcelona para comenzar su carrera como arquitecto. Al poco tiempo se incorporó al estudio MBM (Martorell-Bohigas-Mackay) Arquitectos, donde, entre otras responsabilidades, lideró el equipo ganador del concurso internacional, "Un Progetto per Siena".En 1989 obtuvo una beca del "CNR" (Consejo Nacional de Investigaciones Italianas) para un estudio sobre la arquitectura española contemporánea. Dicha investigación le llevó a retomar su interés juvenil por la fotografía. La calidad de las imágenes realizadas obtuvo un reconocimiento general y en 1991 decidió dedicarse plenamente a la fotografía de arquitectura.
Junto con su trabajo como fotógrafo, Duccio Malagamba es autor de varios artículos sobre fotografía y arquitectura y desde 1995 hasta 2008 fue, primero Director Técnico y luego, responsable de la sección Gran Formato de la revista española 'Diseño Interior'.
"Sus reportajes, entendidos como una narración más que un conjunto de imágenes separadas, tienen como objetivo transmitir al observador una compleja gama de emociones, experiencias y reflexiones, proporcionando una exhaustiva y polifacética visión del proyecto. Sin embargo, el propósito principal de su investigación visual es inspirar y estimular al espectador, más que transmitir información objetiva respecto a la intervención retratada."

## Publicaciones
- Rafael Moneo - Porfolio Internacional 1985-2012. Fotografías de Duccio Magamba. Madrid: La Fabrica. 2013. ISBN 978-84-15691-02-0.

- «Álvaro Siza: Museu Serralves Porto: Museum Building Guides. Photographic Essay by Duccio Magamba». Ediciones Polígrafa (Barcelona). 2011. ISBN 9788434312838.
- Okatsuka, Akiko (2009). «Photography / Inspiration – Readings of Architectural Inspiration Through Photographs». A+U (Architecture & Urbanism) (460).
- Ludevid, Jordi (2008). «Fotografia D’Arquitectura: Duccio Malagamba». INDE Informació i Debat, Collegi d’Arquitectes de Catalunya (5/08).
- Rodger, Nelda (2007). «Give Us Your Best Shot: Ake E:son Lindman, Duccio Malagamba, Cristobal Palma, Edmund Sumner, Nic Lehoux». AZURE (174).
- Arenas, Carlos (2006). «Duccio Malagamba. Arquitectura Espectáculo». Salir Salir Urban (64).
- Elwall, Robert (2004). «Building with Light. The international History of Architectural Photography». Merrell (London). ISBN 9781858942155.
- Gagliardi, Maria Letizia (2004). «La Misura dello Spazio. Fotografia e Architettura: Conversazioni con i Protagonisti». Contrasto (Rome). ISBN 9788869652240.
- «Through the Lens. International Architectural Photographers». Images Publishing (Victoria (Australia)). 2002. ISBN 9781876907266.
- «Alvaro Siza (Archipockets)». Te Neues. 2002. ISBN 9783823855804.
- Pinto Guedes, Jorge (2002). «Fotografia de Arquitectura». Arte Fotográfica (24).
- Ambrós, Jordi (1999). «Fotografía de Arquitectura. Duccio Malagamba: Alguien teme al fotógrafo de arquitectura?». ON Diseño (209).
- Dechau, Wilfried (1995). «Architektur Abbilden». Deutsche Verlags Anstalt. ISBN 9783421030924.
- Dechau, Wilfried (1995). «Architekturfotografie. Duccio Malagamba». Deutsche Bauzeitung (129).